# إبراهيم بن حجاج اللخمي
أبو إسحاق إبراهيم بن حجاج اللخمي (238 هـ - عام 298 هـ) حاكم إشبيلية وقرمونة في زمن الأمير عبد الله بن محمد بن عبد الرحمن.

## نسبه
ينتمي إبراهيم بن حجاج بن عمير بن حبيب بن عمير بن سعيد إلى قبيلة لخم التي استوطنت إشبيلية بعد للفتح، ويتصل نسبهم من ناحية الأم بالملك غيطشة ملك القوط الغربيين، نتيجة زواج جدهم عمير بن سعيد من سارة بن ألموند بن غيطشة.

## سيادته على إشبيلية
تزعّم إبراهيم بن حجاج وكريب وخالد ابني خلدون العرب في إشبيلية في عهد الأمير عبد الله بن محمد، وكانت لهم السيادة الفعلية على المدينة في تلك الفترة، حتى أنهم كانوا يحجرون على عمال الأمير الذين لم تكن لهم سوى سلطة إسمية على المدينة.
في عام 282 هـ، شارك إبراهيم بن حجاج وخالد بن خلدون في حملة المطرف بن الأمير عبد الله على الخارجين على سلطة الإمارة في شرق الأندلس، وغزا معه شذونة ومورور، وفي طريق عودته، مرّ المطرف بإشبيلية، فامتنع أهلها بقيادة كريب بن خلدون عليه، فأمر المطرف بتكبيل إبراهيم بن حجاج وخالد بن خلدون زعيمي إشبيلية اللذان شاركا في حملته، وحملهما معه إلى قرطبة. ثم أطلقه الأمير بعد أن جاءته جباية إشبيلية، مما يعني خضوعها لسلطة الأمير، على أن يترك ولده عبد الرحمن رهينة لضمان وفائه بالولاء للأمير، واستعمله الأمير هو وابن خلدون على إشبيلية.
شهدت السنوات التالية تنافسًا بين ابن حجاج وكريب بن خلدون أذكاه الأمير عبد الله بمراسلته لكل منهما على حده يحرضه على الآخر، حتى انتهي الأمر بأن غدر ابن حجاج بابني خلدون وقتلهما في أول ذي الحجة من عام 286 هـ، وبعث للأمير يبرر مقتلهما بأنهما كانا يحرضانه على النكث بعهده للأمير، وطلب من الأمير أن يوليه على إشبيلية، فأجابه الأمير إلى ذلك. عندئذ، تمكّن إبراهيم من بسط يده، وأنشأ لنفسه حرسًا خاصًا بلغ 500 فارس ينفق عليهم. طلب إبراهيم بعد ذلك من الأمير أن يطلق ولده عبد الرحمن الذي كان الأمير يرتهنه عنده منذ عام 282 هـ، إلا أن الأمير رفض ذلك. فلجأ إبراهيم إلى الضغط على الأمير بأن تحالف مع عمر بن حفصون الثائر على سلطة الأمير في جنوب الأندلس عام 287 هـ، كما ضم قرمونة وما جاورها إلى مناطق سيطرته.
عزّ شأن ابن حجاج وابن حفصون بهذا التحالف وخاصة بعد أن التقيا عام 289 هـ في قرمونة للتنسيق بينهما، وهو ما نتج عنه إرسال ابن حجاج بعض قواته بقيادة فُجيل بن أبي مسلم الشذوني إلى ببشتر لمساعدة قوات ابن حفصون في صد إحدى حملات الأمير على ببشتر. استشاط الأمير عبد الله غضبًا عندما علم بالتحالف وبوصول قوات ابن حجاج لمعاونة ابن حفصون، فهمّ بقتل عبد الرحمن بن إبراهيم بن حجاج المرتهن عنده عقابًا لأبيه على مخالفته للأمير، لولا أن نصحه أحد رجال بلاطه بإطلاق عبد الرحمن ليضمن بذلك فسخ تحالف ابن حجاج وابن حفصون. كان لإطلاق الأمير عبد الله لسراح عبد الرحمن بن إبراهيم أثره الناجع، حيث عاد إبراهيم بن حجاج إلى طاعة الأمير، وأدى جبايته للأمير وبقي على الطاعة حتى وفاته عام 298 هـ، وهو ابن ستين عام، وقد استعمل الأمير عبد الله ابنه عبد الرحمن على إشبيلية من بعده.